# Apterepilissus analavelonae
Apterepilissus analavelonae är en skalbaggsart som beskrevs av Renaud Maurice Adrien Paulian 1975. Apterepilissus analavelonae ingår i släktet Apterepilissus och familjen bladhorningar. Inga underarter finns listade.